# Avry-sur-Matran
Avry-sur-Matran är en ort i kommunen Avry i kantonen Fribourg, Schweiz. Det är kommunens huvudort. Orten var före den 1 januari 2001 en egen kommun, men slogs då samman med kommunen Corjolens till den nya kommunen Avry.